# Public Value
Public Value (englisch wörtlich für „öffentlicher Wert“) bezeichnet den Wertbeitrag und Nutzen, den eine Organisation für eine Gesellschaft erbringt. Public Value beantwortet die Frage, was eine Organisation wertvoll für eine Gesellschaft macht. Entscheidend ist dabei das neue Verständnis von „Wert“-Schöpfung, welche erst durch Wertschätzung und gesellschaftliche Akzeptanz entsteht. Damit wird die gesellschaftsstabilisierende oder auch gesellschaftsverändernde Funktion von Organisationen besonders betont. Der Begriff wurde ursprünglich vom Harvard-Verwaltungswissenschaftler Mark H. Moore geprägt: Sein Konzept zielt auf einen Wertschöpfungsbegriff für den öffentlichen Sektor analog zum Shareholder Value im Privatsektor. Public Value soll dem Management eine Richtschnur geben, durch die unternehmerisches Handeln zu Gunsten des Gemeinwohls gefördert wird. Der Public-Value-Gedanke beinhaltet durch den Fokus auf die Wertschöpfung von öffentlichen Verwaltungen auch eine grundsätzliche Kritik am New Public Management und dessen Betonung von privatwirtschaftlichen Effizienzkriterien. Heute wird der Begriff „Public Value“ nicht mehr nur im öffentlichen Sektor benutzt, sondern erfährt eine breitere Verwendung für alle Arten von Organisationen, also auch für die nützliche Arbeit in Nichtregierungsorganisationen und privatwirtschaftlichen Unternehmen. So benutzt der in Leipzig und St. Gallen tätige Public-Value-Forscher Timo Meynhardt den Begriff in der Management-Lehre, um generell die Frage nach dem Gemeinwohlbeitrag von Organisationen zu stellen. Er vertritt die Auffassung, dass aktuelle Managementkonzepte, wie z. B. Shareholder Value, Stakeholder Value, Customer Value, Nachhaltigkeit oder auch Corporate Social Responsibility, sich über Gemeinwohlbedeutung legitimieren sollten. In seiner (sozial-)psychologisch begründeten Konzeption entsteht Public Value für den Einzelnen aus den Erfahrungen in gesellschaftlichen Beziehungsgefügen und stellt eine Voraussetzung und Ressource für gelingendes Leben dar.

## Definitionen

### Public Value
„Public Values sind diejenigen, die einen normativen Konsens über 1) die Rechte, Nutzen und Vorrechte, auf die Bürger (keinen) Anspruch haben sollten; 2) die Pflichten von Bürgern gegenüber der Gesellschaft, dem Staat und gegenseitig; 3) und die Prinzipien auf denen Regierungen und politische Programme basiert sein sollten, bieten.“

„Public Value ist Wert für die Öffentlichkeit.  Wert für die Öffentlichkeit ist das Ergebnis von Bewertungen darüber, wie Grundbedürfnisse von Individuen, Gruppen und der Gesellschaft als Ganzes in Beziehungen mit der Öffentlichkeit beeinflusst werden. Public Value ist damit auch Wert von der Öffentlichkeit, wird also aus der Erfahrung mit dieser abgeleitet. Das Öffentliche ist eine unabdingbare operative Fiktion von Gesellschaft: Jeder Einfluss auf die geteilte Erfahrung der Beziehungsqualität zwischen dem Individuum und der Gesellschaft schafft oder zerstört Public Value. Diese gesellschaftliche Wertschöpfung findet in Beziehungen zwischen dem Individuum und der Gesellschaft statt, ist im Individuum verankert, wird in subjektiven Bewertungen auf Basis von Grundbedürfnissen  konstituiert, aktiviert von und realisiert in emotional-motivationalen Zuständen und in erfahrungsintensiven Praktiken und produziert sowie reproduziert.“

„Die Definition, die bleibt, setzt den Erfolg von Managern im öffentlichen Sektor mit der Initiierung und Umgestaltung von öffentlichen Unternehmen gleich, sodass deren Wert für die Gesellschaft sowohl auf kurze als auch auf lange Sicht erhöht wird.“

„Public Value ist die kombinierte Ansicht der Gesellschaft darüber, was sie als wertvoll erachtet.“

### Public Value Creation
„Public Value wird erst dann geschaffen oder zerstört, wenn das individuelle Erleben und Verhalten von Personen und Gruppen so beeinflusst wird, dass dies stabilisierend oder destabilisierend auf Bewertungen des gesellschaftlichen Zusammenhalts, das Gemeinschaftserleben und die Selbstbestimmung des Einzelnen im gesellschaftlichen Umfeld wirkt. Public Value entsteht also im Ergebnis von Bewertungsprozessen, die einen kollektiven und in diesem Sinne sozialen Charakter haben und sich nicht allein auf das Individuum beschränken.“

## Public Value im Management

Public Value Scorecard von Mark Moore

Public Value Scorecard von Timo Meynhardt und Peter Gomez (fiktives Beispiel)

Das Public-Value-Konzept ist heute nicht mehr auf die Verwaltungswissenschaft beschränkt. So wird Public Value zunehmend aus einer Managementperspektive in verschiedenen Organisationen, auch in privatwirtschaftlichen Unternehmen, als wichtig betrachtet. Dies beruht auch auf der Überlegung, dass Organisationen immer, selbst wenn sie es nicht beabsichtigen, Public Value schaffen oder zerstören. Der Vertrauensverlust in die Wirtschaft verdeutlicht die Relevanz derartiger Überlegungen für Unternehmen. Public Value Messungen dienen in Organisationen der Vorbereitung von strategischen Entscheidungen und der Sicherung einer gesellschaftlichen Akzeptanz und Daseinsberechtigung. Der St. Galler Public Value Forscher Timo Meynhardt leitet aus Erkenntnissen der psychologischen Forschung zu menschlichen Grundbedürfnissen vier Dimensionen von Public Value ab:
- Instrumentell-utilitaristisch (Grundbedürfnis nach Orientierung und Kontrolle über die Umwelt)
- Moralisch-ethisch (Grundbedürfnis nach Selbstwerterhalt und -erhöhung)
- Politisch-sozial (Grundbedürfnis nach positiven sozialen Beziehungen)
- Hedonistisch-ästhetisch (Grundbedürfnis nach Unlustvermeidung und Lustgewinn).[13]

Entlang dieser Dimensionen kann Public Value durch Befragungen gemessen werden. Die Ergebnisse können auf einer Public Value Scorecard abgetragen und dann für Managemententscheidungen genutzt werden (siehe rechte Spalte). Damit können Unternehmen, öffentliche Institutionen und Non-Profit-Organisationen den Einfluss ihrer Kerntätigkeit auf die Qualität gesellschaftlichen Zusammenlebens besser verstehen und entsprechende Managemententscheidungen treffen. Dabei spielt auch die Machtfrage eine wichtige Rolle, da Manager durch ein Wiederentdecken ihrer gesellschaftlichen Rolle Macht ganzheitlicher verstehen und im Sinne einer gestaltenden, gesellschaftlichen Kraft einsetzen können.
Eine Orientierung am Public Value spielt auch in gemeinnützigen Organisationen eine wichtige Rolle. Strategisches Management im gemeinnützigen Sektor ist auf eine Definition des durch die Organisation zu produzierenden Wertes angewiesen. Da gemeinnützige Organisationen einen sozialen Zweck erfüllen, sind rein monetäre Wertkonzeptionen hier nicht geeignet. Eine Orientierung an der Schaffung von Public Value bietet deshalb eine wichtige strategische Orientierung für Non-Profit-Organisationen.
Basierend auf dem Public-Value-Konzept wurde mit dem Gemeinwohlatlas in der Schweiz eine Internetplattform geschaffen, auf der die Gemeinwohlbeiträge – also der Public Value – der größten Unternehmen und Organisationen transparent gemacht werden. GemeinwohlAtlanten für die Schweiz wurden im Mai 2014 und im September 2015 veröffentlicht. Ein solcher GemeinwohlAtlas wurde 2015 auch erstmals für Deutschland erstellt (Publikation im Oktober 2015).

## Beispiele für die Anwendung von Public Value in der Praxis
- In der Praxis wurde das Public-Value-Konzept besonders von öffentlich-rechtlichen Rundfunkanstalten aufgenommen. Diese sehen sich gezwungen, ihre Finanzierung durch öffentliche Gelder mit ihrem Gemeinwohlbeitrag zu legitimieren. Die BBC hat dabei eine Pionierrolle eingenommen und unterzieht neue Sendungen einem Public Value Test.[19] In Deutschland verwenden ARD und ZDF[20][21][22] und in Österreich der ORF[23][24][25] ähnliche Verfahren, um den Public Value neuer Sendeformate zu ermitteln.
- Die Deutsche Gesellschaft für das Badewesen e. V. verleiht alle zwei Jahre einen Public Value Award für das öffentliche Bad. Damit sollen öffentliche Schwimmbäder ausgezeichnet werden, die einen besonderen öffentlichen Mehrwert schaffen.[26] So wird der Tatsache Rechnung getragen, dass öffentliche Schwimmbäder keine reinen Wirtschaftsbetriebe sind, sondern in mehreren Dimensionen Werte für die Gesellschaft schaffen. Die Bewertung erfolgt auf Basis einer Variante der Public Value Scorecard.[27]
- Die Bundesagentur für Arbeit verwendet Public Value, um ihren gesellschaftlichen Beitrag, der über die reine Aufgabenerfüllung weit hinausgeht, zu verstehen und für Managemententscheidungen nutzbar zu machen. Eine empirische Studie hat gezeigt, dass ein besonderer Wertbeitrag dieser Organisation in ihrem Beitrag zum sozialen Frieden in Deutschland gesehen wird.[28] Diese Wertbeiträge werden durch herkömmliche Controllingsysteme nicht ausreichend erfasst. Im Sinne eines Gemeinwohlunternehmertums sind Kernkompetenzen wie Eigeninitiative und Innovationsfreude besonders wichtig für Führungskräfte der Bundesagentur.[29]
- Der FC Bayern München nutzt den Public Value-Ansatz, um in strukturierter Weise die Herausforderungen in Bezug auf die gesellschaftliche Rolle des Vereins zu erfassen, die mit dem Wachstum zu einer globalen Entertainmentmarke einhergehen. Für einen Fußballverein, der besonders exponiert ist und von vielen Menschen als Vorbild mit großer Bedeutung für die eigene Identität angesehen wird, sind solche Fragen besonders wichtig. Verschiedene Public Values, wie „Strahlkraft als Marke“ und „Mia san Mia“ stehen beim FC Bayern teilweise in Spannungsfeldern zueinander. Die strukturierte Erfassung des gesellschaftlichen Wertes kann als Managementinformation bei strategischen Entscheidungen genutzt werden.[30]
- Beim DAX-Konzern Fresenius Medical Care wird die Public Value Scorecard in Ergänzung zur Balanced Scorecard verwendet. Durch den Einbezug einer externen Sichtweise möchte das Unternehmen ein besseres Verständnis für den gesellschaftlichen Nutzen von Gesundheitsdienstleistungen, die von privaten Anbietern erbracht werden, gewinnen. In einem Pilotprojekt wurde dafür der Public Value der Dialysekliniken des Unternehmens in Großbritannien bestimmt. Das Unternehmen möchte die gewonnenen Erkenntnisse in der Positionierung gegenüber den Stakeholdern nutzen.[31]
- Die Deutschen Auslandsschulen sehen im Public-Value-Konzept eine Möglichkeit, ihren Wert ganzheitlich und in mehreren Wertdimensionen zu erfassen. Damit wird der Beitrag dieser Organisation zum Gemeinwesen ins Zentrum gestellt.[32] Im Juni 2014 wurde beim Weltkongress Deutscher Auslandsschulen eine Studie zum Public Value der Deutschen Auslandsschulen vorgestellt. An der Studie nahmen Vertreter aus Politik, Verwaltung, Wirtschaft, Gewerkschaften und Verbänden in Deutschland teil. In einer Onlinebefragung konnten zudem Vorstandsmitglieder, Schulleiter sowie weitere Führungskräfte weltweit die Leistungsfähigkeit der Deutschen Auslandsschulen einschätzen. Dabei wurden Public Values wie „Verlässliche Gemeinnützigkeit“ und „Deutsche Bildungsideale“ herausgearbeitet.[33]

## Abgrenzung zu anderen Konzepten
- Shared Value: Der von Michael Porter und Mark Kramer entwickelte Shared-Value-Ansatz basiert auf der Idee, dass Unternehmen in vielen Bereichen Vorteile realisieren können, die ihnen selbst und auch der Gesellschaft nutzen. Anders als Public Value behandelt dieser Ansatz nur ökonomische Wertschöpfung und gibt Unternehmen durch den alleinigen Fokus auf Win-Win-Situationen keine Orientierung für den Umgang mit Trade-Offs.
- Corporate Social Responsibility: Corporate Social Responsibility fokussiert vor allem auf negative Folgen unternehmerischen Handelns und leitet aus einer moralisch-ethischen Grundlogik verschiedene Verantwortlichkeiten von Unternehmen ab. Der Public Value Ansatz ist, indem er verschiedene Wertdimensionen einschließt, ganzheitlicher und schränkt unternehmerische Verantwortung auch nicht auf das Vermeiden von negativen Folgen ein. Denn Public Value kann bedroht und zerstört, aber vor allem auch geschaffen werden. Der Public Value Ansatz steht für einen Werterelativismus und lehnt zudem ein Primat der Ethik ab.
- Nachhaltigkeit: Nachhaltigkeit im betriebswirtschaftlichen Kontext betont die langfristigen Folgen unternehmerischen Handelns, häufig mit einem Fokus auf ökologische Faktoren. In Zusammenhang mit Public Value ergeben sich interessante Fragestellungen: Schafft ökologische Nachhaltigkeit Public Value? Oder: Wie nachhaltig sind geschaffene Public Values?
- Gemeinwohlökonomie: Die Gemeinwohlökonomie möchte wirtschaftliches Handeln stärker am Gemeinwohl ausrichten und bietet mit der Gemeinwohlbilanz auch ein entsprechendes Tool, um solche Beiträge zu messen. Allerdings werden in diesen Messungen bestimmte Gemeinwohlbeiträge von Organisationen a priori stärker gewichtet als andere und Gemeinwohlbeiträge in bestimmten Dimensionen werden in der Gemeinwohlbilanz gar nicht erfasst.
- Öffentliches Interesse: Als unbestimmter Rechtsbegriff thematisiert das öffentliche Interesse das Verhältnis zwischen Gemeinwohl und Partikularinteressen und dient zur Abwägung zugunsten der Allgemeinheit. Public Value kann als realisiertes öffentliches Interesse angesehen werden. Nicht alles, was im öffentlichen Interesse ist, schafft oder zerstört Public Value.
- Öffentliches Gut: Öffentliche Güter definieren sich durch den Ausschluss von Exklusivität von und Rivalität um ein bestimmtes Gut. Inwieweit etwa Klimaschutz oder auch ein als öffentliches Gut definierter Deich auch gesellschaftlich akzeptiert und geschätzt werden (Public Value) ist eine empirische Frage und unterliegt dem Wandel.

## Weiterführende Literatur
- Meynhardt, T. (2009); Public Value Inside: What is Public Value Creation? International Journal of Public Administration, 32 (3–4), 192–219
- Meynhardt, T. und Gomez, P. (2013); Organisationen schöpfen Wert für die Gesellschaft; In: Heuser, J. et al. DIE ZEIT erklärt die Wirtschaft (199–207), Hamburg: Murmann
- Moore, M. (1995); Creating Public Value: Strategic Management in Government, Cambridge: Harvard University Press
- Moore, M. (2013); Recognizing Public Value, Cambridge: Harvard University Press
- Talbot, C. (2006); Paradoxes and prospects of ‘Public Value’, Paper Presented at Tenth International Research Symposium on Public Management, Glasgow